# Municipio de Neuchatel
El municipio de Neuchatel (en inglés: Neuchatel Township) es un municipio ubicado en el condado de Nemaha en el estado estadounidense de Kansas. En el año 2010 tenía una población de 105 habitantes y una densidad poblacional de 1,12 personas por km².

## Geografía
El municipio de Neuchatel se encuentra ubicado en las coordenadas 39°37′1″N 96°11′29″O / 39.61694, -96.19139. Según la Oficina del Censo de los Estados Unidos, el municipio tiene una superficie total de 93.64 km², de la cual 93,32 km² corresponden a tierra firme y (0,34 %) 0,32 km² es agua.

## Demografía
Según el censo de 2010, había 105 personas residiendo en el municipio de Neuchatel. La densidad de población era de 1,12 hab./km². De los 105 habitantes, el municipio de Neuchatel estaba compuesto por el 97,14 % blancos y el 2,86 % eran de una mezcla de razas. Del total de la población el 0 % eran hispanos o latinos de cualquier raza.